# Alison Mackie
Alison Mackie (Montréal, 8 ottobre 2005) è una fondista canadese.

## Biografia
Alison Mackie, originaria di Edmonton e attiva dal gennaio del 2022, ha esordito in Coppa del Mondo il 17 febbraio 2024 a Minneapolis in una sprint (46ª); ai Mondiali juniores di Schilpario/Lake Placid 2025 ha vinto la medaglia di bronzo nella 10 km e nella 20 km e ai successivi Mondiali di Trondheim 2025, suo esordio iridato, si è classificata 35ª nella sprint, 44ª nello skiathlon, 10ª nella sprint a squadre e 9ª nella staffetta. Non ha preso parte a rassegne olimpiche.

## Palmarès

### Mondiali juniores
- 2 medaglie:
  - 2 bronzi (10 km, 20 km a Schilpario/Lake Placid 2025)

### Coppa del Mondo
- Miglior piazzamento in classifica generale: 75ª nel 2025